# ニンジャ・バン
ニンジャ・バン（英語: Ninja Van）は、シンガポールを拠点とする運送会社。2014年に設立され、宅配便事業を行っている。

## 歴史
ニンジャ・バンは2014年にシンガポール人のChang Wen Lai、Shaun Chong、Tan Boxianによって設立された。GOGOXやLalamoveのような同業他社がポイント・ツー・ポイント方式を採用しているのに対し、ニンジャ・バンはハブ・アンド・スポーク方式を採用している。

## 業務提携
ラザダグループ、トコペディア、Shopeeと提携している。